# Samopostrežna blagajna
Samopostrežna blagajna je naprava, namenjena avtomatiziranemu plačilu blaga v samopostrežni trgovini. Proces je zasnovan tako, da kupca vodi tako glasovno, kot z navodili na zaslonu preko vseh korakov nakupa, od skeniranja izdelkov do plačila z gotovino, karticami ali boni. Pri nakupu lahko kupec uveljavi tudi vse popuste in bonitete.

## Prednosti za kupce
- popoln pregled kupca nad procesom skeniranja in plačevanja, ki daje občutek večje vključenosti v oba procesa, večjega zaupanja in hitrosti različnih nakupnih postopkov;
- zasebnost pri nakupu in plačevanju - je pomembna za kupce predvsem pri kupovanju raznih izdelkov za osebno nego, pri plačilu s kartico itd.;
- večji nadzor nad nakupom – sproten pregled zaračunanih artiklov, cen, popustov in skupnega zneska;

## Prednosti za trgovce
Prostor, ki ga štiri samopostrežne blagajne zasedejo v trgovini, je enak prostoru dveh do treh običajnih blagajn, kar pomeni, da nakupi potekajo hitreje, poleg tega pa so poleg hitrega pretoka kupcev prednosti samopostrežnih blagajn tudi:
- krajše čakalne vrste: samopostrežne blagajne so vedno odprte, kar pomeni krajše čakalne vrste, poleg tega pa na prostoru od dveh do treh običajnih blagajn delujejo kar štiri samopostrežne blagajne;
- možnost izbire jezika, ki je še posebej v večjih trgovskih centrih zelo dobrodošla (slovenščina, angleščina)
- novo doživetje za kupce, ki so nagnjeni k novostim in moderni tehnologiji;
- možnost prerazporeditve zaposlenih ali ukinitve delovnih mest za osebje na blagajnah

Samopostrežne blagajne vsebujejo kompaktno kombinacijo naslednjih enot: standardni blagajniški sistem, zaslon na dotik, ki vodi kupca, plačilna enota za plačilo z gotovino ali kartico, tiskalnik računov ter odlagalna polica z vrečkami za pakiranje izdelkov. Vsebujejo slikovna ter pisna in zvočna navodila za kupce, lahko omogočajo tudi izbiro jezika. Kupca samostojno vodijo skozi nakup ter se mu ob uspešnem zaključku nakupa zahvalijo, natisne račun in vrne denar. Za pomoč kupcem je ob štirih samopostrežnih blagajnah potrebna le ena prodajalka.
Sodobni nakupni procesi tako kupcem omogočajo vedno večjo samostojnost in nadzor, svetovanje in pomoč prodajalcev pa takrat, ko to kupec sam želi. Raziskave in izkušnje iz tujine kažejo, da je takšen način nakupovanja preprost, hiter in popolnoma varen, v tujini pa se zanj odloča in ga uporablja vsak četrti kupec. Odziv kupcev po prvi izkušnji plačevanja na samopostrežni blagajni je izreden, saj prek 90 odstotkov kupcev izrazi željo po ponovni uporabi.